# Gastón García (baloncestista)
Gastón García (Reconquista, Santa Fe, Argentina, 15 de diciembre de 1998) es un baloncestista argentino que se desempeña como base en San Martín de Corrientes de la Liga Nacional de Básquet de Argentina.

## Trayectoria

### Clubes
| Club                     | País      | Año             |
| ------------------------ | --------- | --------------- |
| Argentino de Junín       | Argentina | 2015 - 2019     |
| Cocodrilos de Caracas    | Venezuela | 2019            |
| San Martín de Corrientes | Argentina | 2019 - 2023     |
| Gaiteros del Zulia       | Venezuela | 2023            |
| San Martín de Corrientes | Argentina | 2023 - Presente |